# 모잠비크 인민공화국
모잠비크 인민공화국(포르투갈어: República Popular de Moçambique 헤푸블리카 포풀라르 드 모삼비크[*])은 1975년부터 1990년까지 존재했던 사회주의 국가이다.
모잠비크 인민공화국은 1975년 6월 포르투갈로부터 독립한 후 모잠비크 해방전선이 사모라 마셸이 이끄는 일당 사회주의 국가를 수립하면서 수립되었다. 이 나라는 소련과 정치적, 군사적으로 밀접한 관계를 맺고 있었는데, 소련은 신생 프렐리모 정부에 외교적 승인과 재정적 지원을 제공한 최초의 국가 중 하나였다. 모잠비크 인민공화국은 역사 동안 식량 안보, 연료 및 기타 필수 경제적 필수품과 관련하여 재정적 측면 모두에서 소련의 원조에 크게 의존했다. 1977년부터 1992년까지, 이 나라는 이웃한 로디지아와 남아프리카 공화국의 지원을 받는 반공주의 모잠비크민족저항군(RENAMO)에 대항하는 치명적인 내전으로 황폐화되었다.
모잠비크 인민공화국은 앙골라 인민공화국, 쿠바, 독일 민주공화국(동독) 등 당시 사회주의 국가들과 긴밀한 관계를 유지했다. 모잠비크 인민공화국은 사회주의 국가들의 경제 기구였던 경제상호원조회의(COMECON)의 옵저버이기도 했다. 모잠비크는 1980년대 초에 공식적으로 경제상호원조회의 회원국으로 가입하려고 했지만, 동독의 후원과 지지에도 불구하고 거절당했다. 1980년대에 소련과 코메콘의 경제적 영향력이 쇠퇴한 후, 모잠비크 인민공화국은 사모라 마셸의 사망과 조아킹 시사누 치하의 경제 개혁의 시작 이후 미국, 국제 통화 기금, 독일 연방공화국과 화해를 모색했다.
지리적으로 모잠비크 인민공화국은 아프리카의 남동쪽 해안에 위치한 현재의 모잠비크 공화국과 정확히 같다. 남쪽으로는 에스와티니, 남서쪽으로는 남아프리카 공화국, 서쪽으로는 로디지아(현재의 짐바브웨), 북서쪽으로는 잠비아와 말라위, 북쪽으로는 탄자니아와 국경을 접했다.

## 같이 보기
- 모잠비크 독립 전쟁
- 모잠비크 내전

## 참고 문헌
- Priestland, David (2009). 《The Red Flag: a History of Communism》. New York: Grove Press. ISBN 9780802145123.
- Christie, Iain (1988). 《Machel of Mozambique》. Harare: Zimbabwe Publishing House. ISBN 9780949225597.
- Isaacman, Allen & Barbara (1983). 《Mozambique: From Colonialism to Revolution》. Boulder: Westview Press, Inc. ISBN 9780566005480.